# Kitab-Verlag
Der Kitab-Verlag Klagenfurt-Wien war ein österreichischer Kleinverlag für Literatur, der 1999 vom Historiker Wilhelm Baum gegründet wurde. Der Name des Verlages leitet sich vom arabischen Wort Kitab/كتاب (Buch) ab.

## Verlagsprogramm
In Kooperation mit nicht-deutschsprachigen Verlagen wurden regelmäßig Übersetzungen von slowenischer, kroatischer, bosnischer und türkischer Literatur veröffentlicht. Darunter befanden sich Autoren wie Žarko Petan, Alojz Rebula, Kajetan Kovič, Sonja Porle, Boris Pahor und Janko Messner.
Ein weiterer Schwerpunkt im Programm war Veröffentlichung von Büchern, die sich mit der Verfolgung von Minderheiten durch totalitäre Systeme beschäftigen. Mit den Werken des früheren slowenischen KZ-Häftlings Boris Pahor konnte der Verlag zu diesem Thema eine größere Aufmerksamkeit erreichen.
In der Reihe Kitab Zeitgeschichte setzte sich der Verlag kritisch mit der NS-Vergangenheit Kärntens auseinander. Daneben spielte auch die Auseinandersetzung mit dem Orient eine Rolle wie z. B. im Buch Die Rumi-Rezitatoren von Sarajewo von Emin Lelic oder auch Bücher über indische Literatur wie Chili, Chai, Chapati.